# 也门历史
葉門是中东地区具有悠久历史的国家之一。它相对而言较为肥沃的土地以及充分的降雨维持了稳定的人口。

## 史前
根据阿拉伯传统历史，南阿拉伯闪米特人在公元前23世纪融入卡坦。在约前23世纪至约前800年，卡坦尼闪米特人在也门仍占有主导地位。

## 古代时期
在约前8世纪至约前275年的示巴人统治下，贸易和农业的蓬勃发展创造了财富和繁荣。示巴王国在今也门西南部的阿西尔地区。示巴王国大概曾经是巴比伦帝国的一部分，至今还流传示巴女王和以色列所罗门王的交往故事。

## 中世纪

### 伊斯兰教的出现和三个王朝
在630年左右，伊斯兰先知默罕默德时期，伊斯兰传到了也门。当时由波斯的总督统治，之后也门成为阿拉伯伊斯兰哈里发国家的一部分。
公元897年，哈迪·叶海亚(Hādī Yahyā)在也门北部建立了以萨达(Sa‘da)为中心的宰德派伊玛目国家。12世纪起的400年间，宰德派国家先后与阿尤布王朝、拉苏里王朝、塔希尔王朝爆发战争

### 阿尤布王朝
1174年5月，Turan Shah击败了Zabid人。

### 拉蘇里王朝
1229年，Umar ibn Rasul建立了拉蘇里王朝。

## 现代历史

### 土耳其的影响
1517年，埃及的马穆鲁克击败了塔希尔吞并也门，但在同一年，马穆鲁克总督向奥斯曼人投降。在1538年后，土耳其军队随后占领了整个地区。
宰德派伊玛目曼苏尔·卡西姆领导了反抗奥斯曼土耳其帝国的斗争，首次攻占也门南部地区，建立了统一也门全境的卡西姆王朝。 
1839年英国东印度公司占领亚丁港，並在當年九月在這裡建立殖民地；1863年－1882年吞并南部哈德拉毛等30多个酋长领地，组成亚丁殖民地。在19世纪后期至20世纪，英国与当地统治者签订协议。组成亚丁保护地。
1872年，奥斯曼土耳其帝国第二次侵入也门，卡西姆王朝覆灭。1911年，叶海亚·穆罕默德·哈米德丁与奥斯曼土耳其签订《达安条约》，在也门北部重建宰德派政权。第一次世界大战结束后，叶海亚接管了奥斯曼土耳其在也门的势力范围，建立穆塔瓦基利亚王国。

## 南北也门
其實，南北葉門在1990年統一以前，整個近代包括冷戰時期皆處於分治的狀態，這造就歷來葉門始終維持南北政權分庭抗禮的局面，甚至可以說葉門統一本身帶來阻礙。
北也門原來是個王國，在1918年脫離鄂圖曼帝國宣佈獨立。南也门原为英国殖民地。
1962年北也门發生革命，军人政变推翻王国政权，建立阿拉伯也門共和國。共和派担心沙特、英国干涉，请求埃及介入。1962年10月，数千埃及士兵乘船登陆荷台达。沙特迅速武装支持也门王室的北方部落，长达8年的北也门内战爆发。       
1967年英国撤出南也门，南也门人民共和国成立。1970年，改名为也门民主人民共和国，开始奉行亲苏联的社会主义。
1970年3月，北也门内战各方代表在沙特吉达签署和解协议。北也门内战告终。

## 统一
1990年5月22日，北、南也門宣佈統一，成立也門共和國。1994年5月，也門北、南方領導人在統一等問題上矛盾激化，爆發內戰。7月內戰結束，南方軍隊失敗，也門再度統一。
1999年，也門總統選舉舉行，由原總統阿裡·阿卜杜拉·薩利赫當選。2006年9月20日，也門總統選舉舉行。阿裡·阿卜杜拉·薩利赫當選連任。2007年3月31日，總統薩利赫任命阿裡·穆罕默德·穆賈瓦爾為政府總理。當地分離主義及恐怖主義盛行，造成恐怖襲擊事件頻傳。

## 也门內戰（2011年至今）
2011年1月23日，伴隨著阿拉伯之春浪潮，也門首都數千人參加抗議活動，反對日前通過的憲法修正案，理由是薩利赫有可能成為終身總統。這項憲法修正案，取消總統只能擔任2個任期、每個任期7年的條款，將總統任期改為5年，且總統有權提名自己無限期連任。
2011年11月23日，薩利赫在沙烏地阿拉伯首都利雅德的皇宮簽署由海合會和聯合國斡旋下達成的協議辭去總統之職。12月7日，南也门军官出身的副總統阿卜杜·拉布·曼蘇爾·哈迪發佈國令宣佈成立過渡性的由34位部長組成的民族團結政府。執政的全國人民大會黨與反對黨平分這34個職位：國防部、外交部、石油和礦業部，通訊和資訊技術部，宗教基金和宗教指導部等部長由全國人民大會黨成員擔任；內政部、財政部、國際計畫和合作部、司法部、新聞部等部長由反對黨聯盟的成員擔任。
2014年9月，什叶派胡塞武装组织使用武力夺取了也门首都萨那的控制权，2015年2月21日，哈迪逃离首都萨那，前往原南也门的首都亚丁，海湾阿拉伯国家合作委员会成员国纷纷将使馆迁至亚丁，以表示对哈迪的支持。3月26日，以沙特阿拉伯為首的多國聯軍發起果斷風暴行動，針對胡塞武裝目標的持續空襲開始。

1990年前的南也門（藍色）和北也門（橙色）

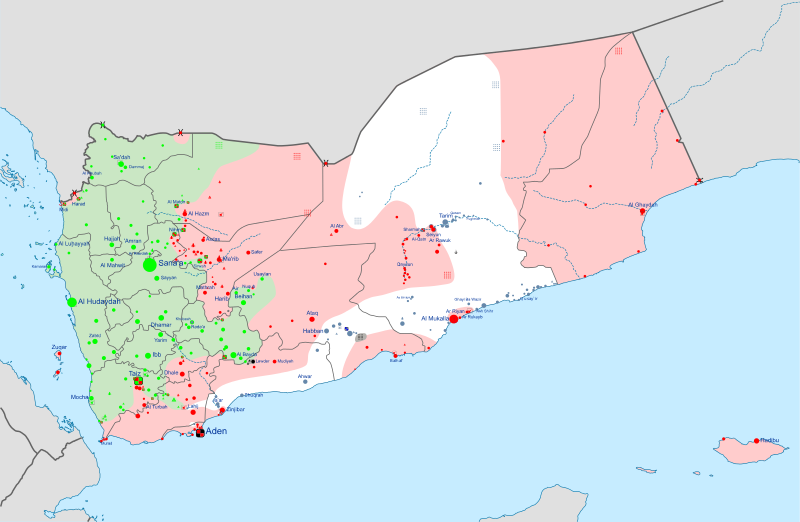
2015年1月也门局势
胡塞武装和萨利赫的支持者控制(什葉派)
也门总统阿卜杜拉布·曼苏尔·哈迪支持者控制(遜尼派)
阿拉伯半岛基地组织和伊斯兰教法虔信者控制(遜尼派)
南方運動組織控制